# Buenos Aires en camiseta
Buenos Aires en camiseta es una película en blanco y negro de Argentina, cortometraje dirigido por Martín Schor según su propio guion que se estrenó el 26 de agosto de 1966 integrando el filme Che, Buenos Aires.
Contó con los dibujos de Calé y la voz en off de Raúl Baltallé.

## Sinopsis
Se refiere en forma humorística a las características de los porteños.

## Comentarios
Sobre el filme Che, Buenos Aires del que formó parte Buenos Aires en camiseta se hicieron estos comentarios:
Manrupe y Portela escribieron:

”Recopilación de cinco buenos trabajos realizados años antes.”

La revista Gente opinó:

”Un paseo fotográfico…En cualquier colectivo se conoce mejor.”

La nota firmada por RAI en El Mundo dijo:

”El fenómenor Buenos Aires…el valor de la comunicación de un cine olvidado, el cortometraje.”

La Nación comentó en su nota crítica:

”Personalidad homogénea y coherente…feliz iniciatia  de reunir estos cinco cortometrajes.”